# Jens Stoltenberg

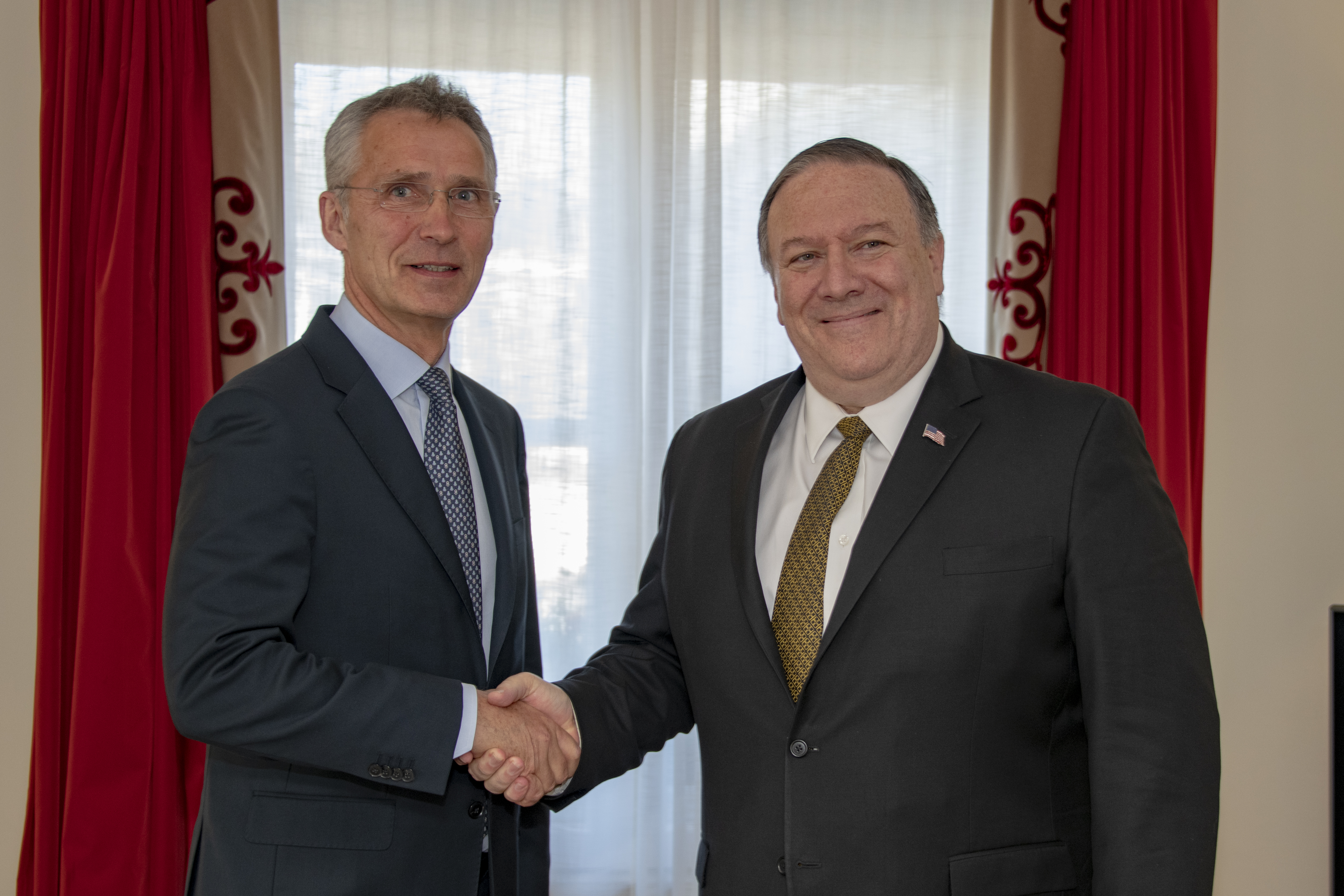
Jens Stoltenberg och USA:s utrikesminister Mike Pompeo i maj 2019.

Jens Stoltenberg, född 16 mars 1959 i Oslo, är en norsk politiker. Han var Natos generalsekreterare mellan 2014 och 2024, Norges statsminister 2000–2001 och 2005–2013 och partiledare för Arbeiderpartiet mellan 2002 och 2014. Sedan 4 februari 2025 är han Norges finansminister.

## Familj och uppväxt
Stoltenberg är son till den tidigare norske utrikesministern Thorvald Stoltenberg (1931–2018) och statssekreteraren Karin Stoltenberg(no), född Heiberg (1931–2012). Karin Stoltenberg var sondotter till Eivind Heiberg, generaldirektör vid Norges Statsbaner och ordförande för Norsk Arbeidsgiverforening. Båda föräldrarna representerade Arbeiderpartiet.
Stoltenberg är utbildad nationalekonom med examen från Oslo universitet 1987. Han är gift med den norska diplomaten Ingrid Schulerud, som bland annat tjänstgjort som ambassadör vid Norges ambassad i Bryssel. Paret har två barn tillsammans.
Stoltenbergs äldre syster Camilla Stoltenberg (f. 1958) är läkare, professor och chef för Folkehelseinstituttet 2012–2023. Hans yngre syster Nini Stoltenberg (1963–2014) var programledare i norsk TV.

## Politisk karriär
Stoltenberg var 1985–1989 ordförande för det norska socialdemokratiska ungdomsförbundet AUF. Han valdes till andre vice ordförande i Arbeiderpartiet 1992. Under 1993 till 1996 var han näringslivs- och energiminister i Gro Harlem Brundtlands regering. Under Thorbjørn Jaglands regeringstid 1996–1997 var Stoltenberg finansminister. I februari 2000 utsåg Arbeiderpartiet Stoltenberg till sin statsministerkandidat.

### Första statsministerperioden (2000–2001)
Efter att Kjell Magne Bondeviks första regering i mars 2000 avgått till följd av en misstroendeomröstning blev Stoltenberg Norges statsminister. Hans regering tillträdde den 17 mars 2000. Vid den här tiden var Stoltenberg inte partiledare för Arbeiderpartiet, istället var han vice partiledare, men trots det var han statsminister samtidigt som partiledaren Thorbjørn Jagland tog posten som utrikesminister. Stoltenbergs statsministertid 2000–2001 var mycket kontroversiell, särskilt inom hans eget parti, då regeringen genomförde reformer och moderniseringar av välfärdsstaten och del-privatiseringar inom flertalet statligt ägda bolag. 
I stortingsvalet 2001 fick Arbeiderpartiet knappt 24 % av rösterna, vilket var partiets sämsta valresultat sedan 1924. Stoltenberg och hans regering blev efter valet tvungna att avgå.

### Maktkampen
På grund av valresultatet drabbades partiet av en maktkamp mellan sittande partiledaren Thorbjørn Jagland och Stoltenberg. Under 2002 ersattes Jagland av Stoltenberg som partiledare.

### Andra statsministerperioden (2005–2013)
Stoltenbergs Arbeiderparti vann i september 2005 stortingsvalet tillsammans med Sosialistisk Venstreparti och Senterpartiet. De tre partierna hade inför valet deklarerat att de ville bilda en ny regering tillsammans. För första gången kom därmed Arbeiderpartiet att styra i koalition med andra partier. Stoltenberg tillträdde som statsminister 17 oktober 2005 och efterträdde då återigen Kjell Magne Bondevik.
Efter regeringens bildande var frågor som Norges militära insats i det pågående kriget i Afghanistan, Norges oljeproduktion i Barents hav, HBT-rättigheter, invandring och kvaliteten på standardutbildning dominerande i politiken.
Efter att koalitionen fått nytt förtroende efter stortingsvalet 2009 då Arbeiderpartiet gick fram med 2,7 procentenheter fokuserade regeringen på centraliserad och omorganiserad sjukvård, och man satsade även på miljöpolitiken genom att införa högre skatter både för privata och för företag. Ett annat problem som var i fokus var den pågående globala finanskrisen.
Utöver detta löste han tillsammans med Rysslands president Dmitry Medvedev ett långvarigt bråk om var den marina gränsen mellan Norge och Ryssland egentligen ska gå. Lösningen är en kompromiss där man delat upp det omdiskuterade området i två lika stora delar, och ett avtal undertecknades den 27 april 2010.
Som ett resultat av påstådd statlig ineffektivitet, misstag, skandaler och konstiga uttalanden, bland annat från Senterpartiets partiledare Liv Signe Navarsete, kantades Stoltenbergs andra statsministerperiod av kontroverser och kritik, speciellt från både liberaler och konservativa. Enligt en opinionsmätning fick de tre regeringspartierna (tillsammans) 35,8% av väljarnas röster (i januari 2011).
Efter stortingsvalet 2013 då Arbeiderpartiet gick tillbaka i väljarstöd och regeringen förlorade sin majoritet avgick Stoltenberg som statsminister den 16 oktober 2013 och efterträddes av Erna Solberg från Høyre.

## Terrorattentaten i Norge 2011
Klockan 15.26 fredagen den 22 juli 2011 exploderade en bomb utanför regeringskvarteret där statsministern hade sitt kontor. Åtta personer dog och ett stort antal personer skadades. Omkring klockan 17.20 började massakern på ön Utøya, där Arbeidernes Ungdomsfylking hade sitt årliga sommarläger. Massakern på Utøya kostade 69 människor livet. Stoltenberg skulle enligt planerna besöka ön dagen därpå och befann sig vid tillfället då bomben exploderade i sin bostad, där han förberedde talet han skulle hålla på Utøya.

### Regeringsarbeten och val
Regeringssammanträdena efter terrorattentaten kom inledningsvis att hållas i Stoltenbergs bostad då regeringskansliet var skadat av explosionen.

Den 12 september hölls kommunalval och partierna bestämde att valkampanjen skulle starta den 13 augusti, men Stoltenberg deltog inte under första veckan. Efterhand deltog han allt mer, men upplevde det som tungt att ställa om till optimistiska torgappeller. Direkt efter attentaten hade även Arbeiderpartiet ett växande stöd, men det planade efter hand ut. Valresultatet blev ett solitt val med 31,7 procent på landsbasis, en framgång med 2,0 procent.

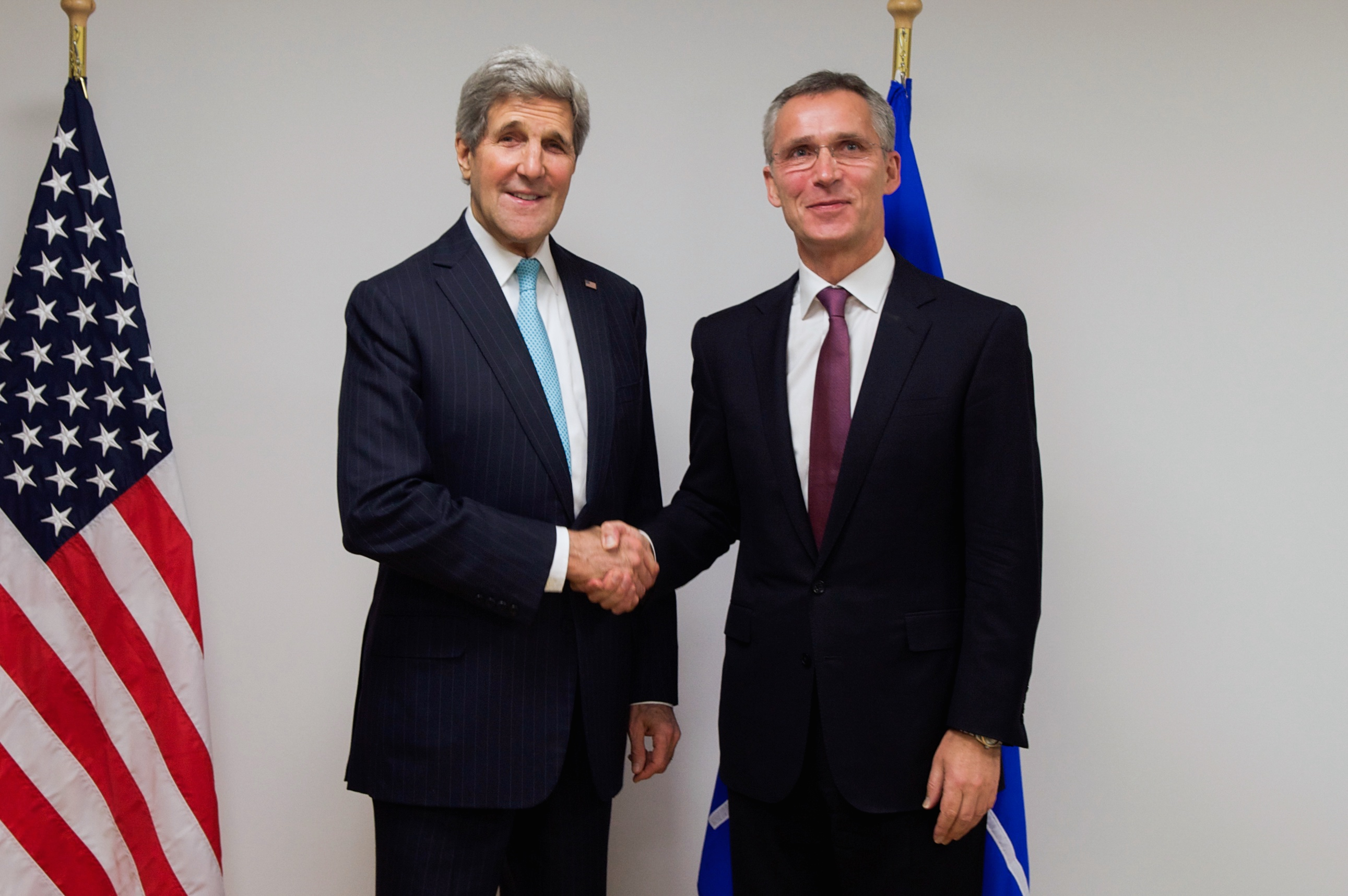
Stoltenberg med USA:s utrikesminister John Kerry vid Natohögkvarteret i Bryssel, december 2014.

## Generalsekreterare för Nato
I mars 2014 utsåg Nato Stoltenberg till organisationens generalsekreterare, där han efterträdde dansken Anders Fogh Rasmussen. Han tillträdde uppdraget 1 oktober 2014. Stoltenbergs ämbetsperiod förlängdes flera gånger. 2022 hade han redan utsetts till blivande chef för Norges bank när han ännu en gång ombads att fortsätta som generalsekreterare, för att leda organisationens hantering av vad man såg som en försämrad säkerhetspolitisk situation till följd av Rysslands invasion av Ukraina.
I juni 2024 meddelades att Natos 32 medlemsländer formellt godkänt den nederländske politikern Mark Rutte som efterträdare till Stoltenberg. Rutte övertog posten som generalsekreterare för Nato den 1 oktober 2024.

## Utmärkelser
- Årets europe,  2003[8]
- Barnehelseprisen,  2005[9]
- Hal Kochpriset,  2012[10]
- Årets Peer Gynt, med  Marit Bjørgen,  2012[11]
- Willy Brandtmedaljen,  2013[12]
- Harald V:s jubileumsmedalj 1991–2016,  2016[13]
- Republiken Montenegros orden,  2017[14][15]
- Terra Mariana-korsets orden, första klass,  29 januari 2019[16]
- Storkors av Vytautasorden,  14 februari 2019[17]
- Manfred Wörner-medaljen,  1 november 2019[18]
- Ewald-von-Kleist-Preis,  11 februari 2022[19][20]
- Sønstebypriset,  2023[21]
- Henry A. Kissinger Prize,  2023[22]
- Årets navn,  2023[23]
- Storkors av Vytiskorsorden,  23 juni 2023[24]
- Första klass av Jaroslav den vises orden,  4 september 2023[25]
- Storkorset av Finlands Lejons orden,  2024[26]
- Storkors av Leopoldorden,  19 april 2024[27]
- Eric M. Warburg-priset,  25 april 2024[28]
- Tre Stjärnors orden, första klass,  20 maj 2024[29]
- Tredje graden av Tomáš Garrigue Masaryks orden,  30 maj 2024[30][31]
- Department of Defense Medal for Distinguished Public Service,  8 juli 2024[32]
- Presidentens frihetsmedalj,  9 juli 2024[33]
- Storkorset av Isabella den katolskas orden,  30 juli 2024[34][35][36]
- Storkorset av Oranien-Nassauorden,  26 september 2024[37]
- Förbundsrepubliken Tysklands förtjänstorden - storkors,  22 oktober 2024[38]
- Kommendör med stora korset av Nordstjärneorden,  22 oktober 2024[39][40]
- Uppgående solens orden, första klass,  2025[41]

[Redigera Wikidata]